# Dragens Knytnæve
Fist of Fury (dansk titel: Dragens Knytnæve, (gammel kinesisk: 精武门, traditionel kinesisk: 精武門; pinyin: Jīng wǔ mén) er en kinesisk kampsportsfilm fra 1972 indspillet i Hongkong. Filmen tager bl.a. udgangspunkt i den autentiske hændelse om Huo Yuanjias død. Chen Zhen som var Huo Yuanjis bedste elev, forsøger at finde synderen bag mordet på sin mesters død, hvilket tilsyneladende var et komplot begået af større syremagter som til sidst frygtede Huo Yuanjia. 
Filmen var nummer to af en kontrakt med Golden Harvest på to film. Den første var The Big Boss. Fist Of Fury er optaget i slutningen af 1971, og havde premiere i starten af 1972 i Hong Kong. Selv om filmen var nummer to i rækken af Bruce Lee filmene, fem i alt, så havde havde den først premiere i Danmark i 1976. 
Man havde lidt svært ved at holde styr på hvor mange Bruce Lee film der var, idet der blev lavet en del kopi film, med en anden skuespiller. Navne som Bruce Li og Bruce Le blev brugt, og snød mange biografgængere. Man gjorde meget ud af at fortælle at det var en rigtig Bruce Lee film, hvilket tydeligt fremgår af filmplakaten, som bærer teksten "definitivt sidste film med den rigtige Bruce Lee". Ordvalget "definitivt" blev brugt da man absolut ikke mente at der kom flere Bruce Lee film efter denne, som havde premiere i Danmark tre år efter hans død. Der kom dog en til "allersidste" Bruce Lee film, Game Of Death (Leg Med Døden) i 1978.
Filmen slog igen alle tidligere rekorder i Hong Kong, også hans tidligere film The Big Boss. Filmen gav yderligere føde til Bruce Lee feberen som var begyndt i Hong Kong, og som siden bredte sig til resten af verden.
Fist Of Fury var instrueret af Lo Wei som også instruerede The Big Boss. Bruce Lee fik givet et større præg på filmen, som efter sigende ikke altid behagede Lo Wei. Det var blandt andet den første film, hvori Bruce Lee brugte nunchaku. En af Bruce Lees gode venner Robert Baker fik rollen som en af skurkene, den russiske bokser.
Filmen blev eftersynkroniseret med engelsk tale, og blev lanceret i resten af verden. I USA fik den titlen The Chinese Connection.

## Roller (i udvalg)
- Bruce Lee
- Nora Miao
- Maria Yi
- Lam Ching Ying